# Thomas Baxter
Thomas Baxter (ur. 28 kwietnia 1935 w Brisbane, zm. 4 sierpnia 2019) – australijski rugbysta grający w formacji ataku, reprezentant kraju, inżynier.
Uczęszczał do Brisbane Grammar School, gdzie przez trzy lata grał w pierwszej drużynie tej szkoły. Po jej ukończeniu studiował na University of Queensland uzyskując bachelor’s degree.
Na poziomie klubowym związany był z wówczas z University of Queensland RFC, z którym trzykrotnie zwyciężał w rozgrywkach Queensland Premier Rugby w latach 1955–1957 grając wraz z Charlesem Wilsonem i Johnem O’Neillem. W 1956 roku zadebiutował w stanowych barwach w meczu przeciwko RPA.
Do australijskiej reprezentacji otrzymał w 1958 roku powołanie na tournée po Nowej Zelandii, gdzie zagrał na trzech różnych pozycjach w formacji ataku w siedmiu spotkaniach, w tym – partnerując środkowemu Beresowi Ellwoodowi – w jednym z testmeczów z All Blacks, gdy kontuzji doznał Danny Kay.
Po powrocie z tego wyjazdu otrzymawszy stypendium imienia Cecila Rhodesa wyjechał do Europy i podjął studia na Uniwersytecie Oksfordzkim. W barwach uczelnianej drużyny dwukrotnie wystąpił w Varsity Match przeciwko zespołowi z Cambridge, grał także dla Blackheath FC.
Pracował w charakterze konsultanta w Londynie, Jordanii oraz Tanzanii, po czym powrócił do Australii zatrudniając się w stanowej administracji portów (Department of Harbours and Marine), a następnie na kierowniczych stanowiskach w Porcie Brisbane. Zasiadał następnie w jego zarządzie, był członkiem komisji reformy polityki drogowej w Queensland, a także we władzach stanowego i ogólnokrajowego stowarzyszenia inżynierów (Engineers Australia).
Za zasługi dla lokalnej społeczności i stowarzyszeń inżynierów w 2012 roku został odznaczony Orderem Australii.
Żonaty z Lyn, dzieci: Ian, Mark, Paul, Helen, Peter i Alex.